# Sorry I'm Here for Someone Else
Sorry I'm Here for Someone Else is een nummer van de Amerikaanse singer-songwriter Benson Boone uit 2025. Het is de eerste single van zijn tweede studioalbum American Heart.

## Achtergrondinformatie
In dit nummer zingt Boone over een date bij een restaurant waar zijn ex werkt. Onbewust komt hij daar zijn ex tegen. Boone verzekert haar dat hij er helaas niet voor haar is, maar voor zijn nieuwe vriendin, die te laat op de date komt opdagen. Boone vindt het ongemakkelijk dat hij zijn ex tegenkomt, maar verzekert zijn nieuwe vlam dat hij altijd voor haar zal blijven kiezen, en niet meer voor zijn ex.
De zanger heeft echter nooit expliciet gezegd dat de tekst gebaseerd is op een waargebeurd verhaal. "Het idee voor dit nummer ontstond toen ik nadacht over hoe het zou zijn om een ex tegen te komen, terwijl je met je nieuwe partner bent. Het is een ongemakkelijke situatie waarin je je verleden onder ogen ziet, terwijl je in het heden leeft", zei Boone tegen Zane Lowe van Apple Music. Oorspronkelijk zou het nummer een melancholische ballad worden, maar op aandringen van Boone's producer kreeg het nummer een meer uptempo geluid en ging het meer leunen op synthesizers. De tekst draagt nog steeds een emotionele lading en reflecteert op liefde en verlies, maar het gaat ook over vooruitkijken in plaats van te blijven hangen in verdriet.
Het nummer werd in veel landen een (bescheiden) hit. Zo bereikte het de 33e positie in de Amerikaanse Billboard Hot 100. In de Nederlandse Top 40 bereikte het de 18e positie, en in de Vlaamse Ultratop 50 werd de 15e positie gehaald.

## Tracklijst
Muziekdownload
1. "Sorry I'm Here for Someone Else" - 2:36